# Anacampseros telephiastrum
Anacampseros telephiastrum ist eine Pflanzenart in der Gattung Anacampseros aus der Familie Anacampserotaceae. 

## Beschreibung
Anacampseros telephiastrum wächst klumpenbildend, erreicht Wuchshöhen von bis zu 5 Zentimeter und entspringt einem dicken, fleischigen Wurzelstock. Die Triebe sind wenig entwickelt. Die Laubblätter stehen in lockeren Rosetten von bis zu 2 Zentimeter Länge und 1,8 Zentimeter Breite zusammen. Die Form ihrer bräunlich grünen, dicken, glatten, warzigen und zugespitzten  Blattspreite ist variabel. Sie reicht von eiförmig bis verkehrt eiförmig oder sie ist fast rundlich. Die Blattachseln sind mit kurzen und unscheinbaren Haaren besetzt. 
Der kräftige Blütenstand erreicht eine Länge von 5 bis 15 Zentimeter. Er trägt ein bis vier Blüten von 3 bis 3,5 Zentimeter Durchmesser. Ihre eiförmig-lanzettlichen Kelchblätter sind 12 bis 14 Millimeter lang. Die ebenfalls eiförmig-lanzettlichen Kronblätter sind zugespitzt und karminfarben. Es sind 30 bis 45 Staubblätter vorhanden. Die zahlreichen D-förmigen, weiß eingehüllten, dreikantigen Samen besitzen flache Flügel und sind mit rundlichen Warzen bedeckt.
Die Chromosomenzahl beträgt {\displaystyle 2n=54}.

## Systematik und Verbreitung
Anacampseros telephiastrum ist in Südafrika in der Provinz Westkap in der Kleinen und Großen Karoo verbreitet.
Eine erste wissenschaftliche Beschreibung als Portulaca anacampseros erfolgte 1753 durch Carl von Linné in seinem Werk Species Plantarum. Augustin-Pyrame de Candolle stellte die Art 1813 unter dem geänderten Namen Anacampseros telephiastrum in die Gattung Anacampseros. Nomenklatorische Synonyme sind Ruelingia anacampseros (L.) Ehrh. (1788), Talinum anacampseros (L.) Moench (1794) und Anacampseros anacampseros (L.) Graebn. (1915, nom. inval. ICBN-Artikel 23.4).

## Nachweise